# Armia Centrum
Armia Centrum (fr. Armée du Centre) – francuski związek operacyjny okresu Wielkiej Rewolucji Francuskiej.

## Dzieje
Armia Centrum utworzona została dekretem króla Ludwika XVI z 14 grudnia 1791 roku. Jej zadaniem była obrona Szampanii i sektora francuskiej granicy między pozycjami Armii Północy a Armii Renu przed wojskami I koalicji antyfrancuskiej. Formacje skupione w Armii Centrum toczyły ciężkie walki z wojskami pruskimi i austriackimi, a w bitwie pod Valmy stanowiły trzon sił francuskich. 1 października 1792 roku Armia Centrum została, na mocy dekretu Konwentu, przemianowana na Armię Mozeli, a zakres jej odpowiedzialności został ograniczony.

## Dowódcy
- generał Marie Joseph de La Fayette; od 14 grudnia 1791 roku do 11 lipca 1792 roku
- marszałek Nicolas Luckner; od 11 lipca do 1 września 1792 roku
- generał François Christophe Kellermann; od 1 września 1792 roku do przemianowania